# سیاست در ایالات متحده آمریکا
ایالات متحده یک جمهوری مشروطه فدرال است که در آن رئیس جمهور ایالات متحده (رئیس دولت و رئیس کشور)، کنگره و نظام قضایی در قوای تضمین شده برای دولت ملی شریک اند و دولت فدرال حاکمیت را با دولت‌های ایالات شریک است.
قوهٔ مجریه توسط رئیس‌جمهور مدیریت می‌شود و رسماً از دو قوهٔ قضائیه و مقننه مستقل است. کابینه به عنوان مجموعه ای از مشاوران به رئیس‌جمهور خدمت می‌کند. این مجموعه متشکل است از معاون رئیس‌جمهور و سران دپارتمان‌های اجرایی. قدرت قانون گذاری بین دو بخش از کنگره تقسیم شده‌است، این دو بخش عبارت اند از: مجلس سنا و مجلس نمایندگان. قوه قضائیه ترکیبی از دیوان عالی و دادگاه‌های فدرال می‌باشد که قدرت قضایی را به کار می‌گیرد. ساختار قوهٔ قضائیه تفسیری از قانون اساسی ایالات متحده، قوانین فدرال و مقررات می‌باشد. این شامل حل اختلافات میان شاخه‌های قانون گذاری و اجرایی نیز می‌باشد. ساختار دولت فدرال در قانون اساسی تدوین شده‌است.
دو حزب سیاسی، حزب دموکرات و حزب جمهوری‌خواه، از زمان جنگ داخلی بر سیاست‌های آمریکا تسلط دارند. البته برخی حزب‌های کوچکتری هم وجود دارند. مانند: حزب لیبرترین، حزب سبز و حزب قانون اساسی. حزب دمکرات عموماً به عنوان حزب «مرکز چپ لیبرال» شناخته می‌شود، در حالی که حزب جمهوری‌خواه را به عنوان حزب «بالِ راست محافظه کار» می‌شناسند.

چندین تفاوت عمده میان نظام سیاسی ایالات متحده و دیگر کشورهای دموکراتیک توسعه یافته وجود دارد. یکی از این تغییرات شامل قدرت بیشتر در مجلس اعلا می‌شود، علی‌رغم آن که بخش اعظمی از اختیارات در دست دیوان عالی می‌باشد، باقی اختیارات که تفکیکی از قدرت میان شاخه‌های مقننه و مجریه است، در اختیار دو حزب اصلی می‌باشد. احزاب سوم نفوذ سیاسی کمتری در ایالات متحده نسبت به سایر کشورهای توسعه یافته دموکراتیک دارند؛ این بخاطر ترکیبی از کنترلهای دقیق تاریخی است. این کنترل‌ها شامل قوانین ایالتی و فدرال، ممنوعیت‌های غیررسمی رسانه ای و انتخابات «تمام برنده» و مسائل دسترسی به رای‌گیری و قوانین مناظره انحصاری می‌شوند. در پنج انتخابات ریاست جمهوری ایالات متحده برنده موفق به کسب آرای مردم نشده‌است.

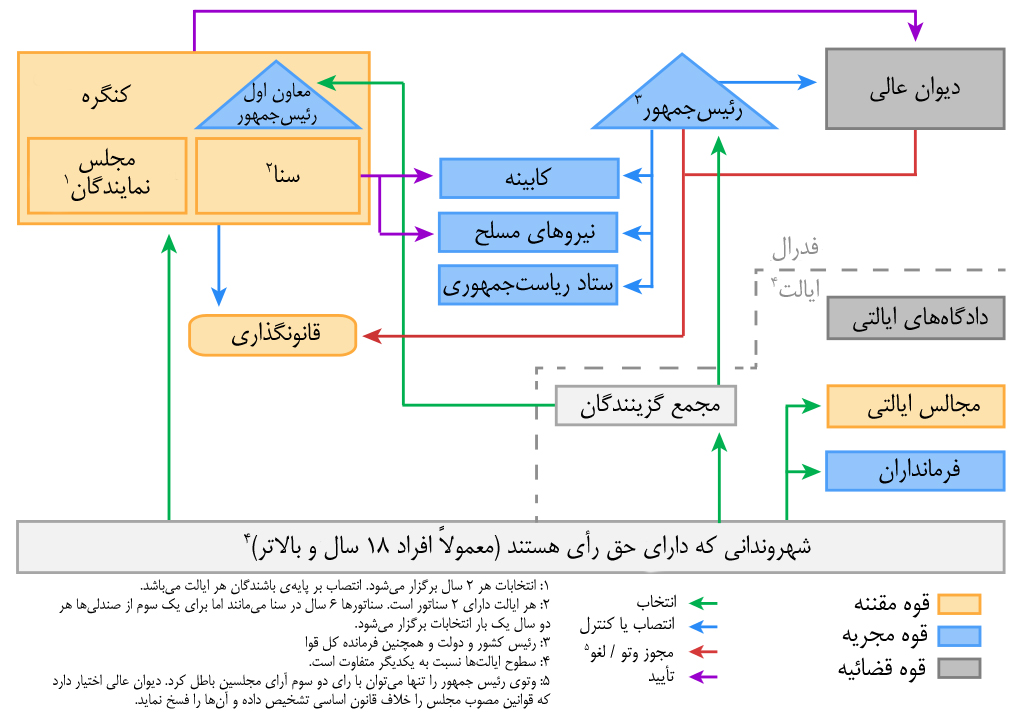
نظام سیاسی ایالات متحده

## فرهنگ سیاسی
کارشناسان از زمان الکسی دو تو کویل تا به اکنون متوجه پیوستگی قوی ای در ماهیت ارزش‌های سیاسی آمریکا از زمان انقلاب آمریکا (در اواخر قرن هجدهم) شده‌اند.
ریشه‌های استعمار
برخی از مستعمرات بریتانیا در شمال آمریکا، به خاطر فرهنگ سیاسی پرتنش شان در جهان اروپا، مستثنی بودند، که به موجب آن یا استعدادترین و جاه طلب‌ترین افراد جذب سیاست شدند. دلایل این استثناگرایی آمریکایی عبارت اند از:
۱. شایع‌ترین بحث حق رای بود، در واقع به مردانی که صاحب مقداری دارایی بودند، اجازه رای داده می‌شد. در حالی که کم‌تر از ۲۰ درصد مردان بریتانیایی اجازه رای داشتند، اکثریت مردان آمریکایی سفیدپوست واجد شرایط بودند. در حالی که اصول دموکراسی وجود داشت، به هرحال این اختلاف‌ها توسط جوامع منتخب در انتخابات استعماری دیده می‌شد. این اختلاف‌ها شدیداً توسط انقلاب آمریکا پس زده شد.
۲. در هر مستعمراتی، افراد منتخب، به خصوص مجامع و دولت‌های محلی، تصمیمات گسترده‌ای در خصوص مشاغل عمومی و خصوصی می‌گرفتند. مباحث عمومی مورد توجه شامل اعطای زمین‌ها، یارانه‌های مربوط به امور بازرگانی، مالیات و همچنین نظارت بر جاده‌ها، تحصیلات اقشار ضعیف، میخانه‌ها و مدارس می‌شد. آمریکایی‌ها زمان زیادی را در دادگاه‌ها صرف می‌کردند، به همین علت دادخواست‌های شخصی بسیار شایع شده بود. حقوق قانونی توسط قضات و هیئت‌های محلی تحت نظر بود و وکلای آموزش دیده نقش واسطه را ایفا می‌کردند. این امر باعث گسترش سریع حرفه‌های مربوط به حقوق و همچنین نقش تأثیر گذار وکلا در سیاست، مابین سال‌های ۱۷۷۰ تا ۱۷۷۹ می‌شد. به عنوان مثال می‌توان به جان آدامز و توماس جفرسون اشاره کرد.
۳. مستعمرات آمریکای شمالی به علت رشد نمایندگی‌های اقشار مختلف، مستثنی است. بر خلاف اروپا که دادگاه‌های سلطنتی، خانواده‌های اشرافی و کلیساها قدرت را در دست داشتند، فرهنگ سیاسی آمریکا برای اقشار مختلف مانند بازرگانان، صاحبان املاک، خرده کشاورزان، پروتستان‌ها و … راه را باز گذاشته بود. بیش از ۹۰٪ نمایندگان منتخب در آمریکا در مناطق خود زندگی می‌کردند، برخلاف انگلستان که داشتن عضو پارلمان غایب مرسوم بود.
۴. آمریکایی‌ها به شدت مجذوب ارزش‌های جمهوری‌خواهی و با آن عجین شدند. این ارزش‌ها شامل: حقوق برابر، نیاز به شهروندان با فضیلت (وظیفه مدنی) و نادرستی فساد، تجمل گرایی و وجود طبقات اشرافی می‌شد.
هیچ‌کدام از مستعمرات، حزبی به مانند آن نوعی که در دهه ۹۰ قرن هجدهم ایجاد شد، نداشتند، اما هر کدام دارای مجامعی بودند که برای تصاحب قدرت با یکدیگر رقابت می‌کردند.

### ایدئولوژی آمریکایی
جمهوریخواهی، در کنار شکلی از لیبرالیسم کلاسیک ایدئولوژی غالب باقی‌مانده‌اند. اسناد اصلی عبارت اند از اعلامیه استقلال ایالات متحده آمریکا (۱۷۷۶), قانون اساسی ایالات متحده آمریکا (۱۷۸۷), مقاله‌های فدرالیست (۱۷۸۸), منشور حقوق ایالات متحده آمریکا (۱۷۹۱), و نطق گتیسبورگ آبراهام لینکلن (۱۸۶۳). حتی برخی جدایی‌خواهانی که در ۱۸۶۱ ائتلافیه را شکل دادند به همین ارزش‌ها باور داشتند. این‌ها از جمله اصول کلیدی این ایدئولوژی هستند:
- وظیفه مدنی: شهروندان وظیفه دارند دولت را درک و حمایت کنند، در انتخابات شرکت کنند، مالیات بپردازند و در خدمت نظامی شرکت کنند.
- مخالفت با فساد سیاسی
- دمکراسی: دولت به شهروندان که می‌توانند نمایندگانشان را از طریق انتخابات تغییر دهند پاسخگو است.
- برابری در برابر قانون: قوانین نباید هیچ امتیاز ویژه‌ای برای هیچ شهروندی قائل شوند. مقامات دولت همانند دیگران تابع قانون‌اند.
- آزادی مذهب: دولت نه می‌تواند از دین حمایت کند نه آن را سرکوب کند.
- آزادی بیان: دولت نمی‌تواند از طریق قانون یا اقدام بیان شخصی غیر خشونت‌آمیز شهروندی را محدود کند، یک بازار افکار.